# Филимонівка
Филимо́нівка — село в Україні, у Врадіївській селищній громаді Первомайського району Миколаївської області. Населення становить 126 осіб.

## Населення
Згідно з переписом УРСР 1989 року чисельність наявного населення села становила 160 осіб, з яких 69 чоловіків та 91 жінка.
За переписом населення України 2001 року в селі мешкали 132 особи.

### Мова
Розподіл населення за рідною мовою за даними перепису 2001 року:
| Мова       | Відсоток |
| ---------- | -------- |
| українська | 86,51 %  |
| молдовська | 9,52 %   |
| російська  | 3,97 %   |